# Ashi (Bután)
Ashi (en dzongkha: ཨ་ཞེ་; Wylie: A-zhe) es un título nobiliario butanés que indica respeto, significando literalmente "Señora". El título se utiliza antes del nombre y es portado por miembros femeninos de la nobleza butanesa y de la familia real. El equivalente masculino es Dasho (dzongkha: དྲག་ཤོས་; Wylie: drag-shos), equivaliendo a "Señor".

## Título real
Cuando es usado por hijas del rey de Bután, el título Ashi tiene entonces connotación de princesa y se usa en combinación con el tratamiento de "Su Alteza Real". Las princesas de Bután no tienen un título propio y usan de esta manera el más genérico Ashi, distinguiéndose por el contexto. A veces esto genera confusión entre extranjeros, por lo que para evitar malentendidos las fuentes butanesas usan a menudo términos híbridos como "princesa Ashi" o "príncipe Dasho".
Es un caso similar al que ocurre en Marruecos ("princesa Lalla" y "príncipe Moulay").
Las reinas consortes, viudas y madres de antiguos soberanos también reciben este título, precedido por el estilo "Su Majestad".
Las hijas de los yernos de los soberanos (es decir, las nietas que tengan por parte de sus hijas) también reciben este tratamiento, pero en estos casos no van precedidos del estilo Su Alteza Real, sino Su Excelencia.